# Варзи (приток Ижа)
Варзи (тат. Барҗы) —  река в России, протекает по Алнашскому району Удмуртской Республики и Агрызском районе Республики Татарстан. Правый приток реки Иж, бассейн Камы.

## География
Река начинается на холмах правобережья Камы. Течёт на юго-восток в овраге с крутыми берегами. На берегах реки расположены деревни Сосновка, Варзибаш, Варзино-Алексеево и Кузебаево. Ниже Кузебаево слева впадает приток Малая Уга. Ещё ниже по реке деревня Варзи-Омга. Варзи впадает в Иж в 20 км от устья последнего. После подъёма уровня Камского водохранилища устье реки окажется в зоне затопления. Длина реки — 26 км, площадь водосборного бассейна — 200 км².

## Данные водного реестра
По данным государственного водного реестра России относится к Камскому бассейновому округу, водохозяйственный участок реки — Иж от истока и до устья, речной подбассейн реки — бассейны притоков Камы до впадения Белой. Речной бассейн реки — Кама.
Код объекта в государственном водном реестре — 10010101212111100027606.